# رمون رسه
رمون رسه (فرانسوی: Raymond Reisser‎; ۱۰ دسامبر ۱۹۳۱ – ۴ آوریل ۲۰۱۷) دوچرخه‌سوار اهل فرانسه بود.
رسه در زمینه دوچرخه‌سواری جاده‌ای فعالیت می‌کرد و در مسابقات مختلف شرکت می‌کرد. او در طول دوران حرفه‌ای خود، در مسابقات بسیاری شرکت کرد و عملکرد بسیار خوبی از خود نشان داد. او در سال ۱۹۵۵ در مسابقات دوچرخه‌سواری جام جهانی دومین مقام را کسب کرد و در سال ۱۹۵۹ نیز در مسابقات تور دو فرانس (Tour de France) موفق به کسب جایزه برتری گردید.
رمون رسه در طول دوران حرفه‌ای خود، به عنوان یکی از بهترین دوچرخه‌سواران جاده‌ای تاریخ شناخته می‌شود. پس از بازنشستگی از دوچرخه‌سواری، او به عنوان مربی و مشاور دوچرخه‌سواری فعالیت کرد و به آموزش و پرورش نسل جوان دوچرخه‌سوار پرداخت.